# 孫恭 (弘治進士)
孫恭（1465年—？），字安伯，直隶保定府博野县人，民籍，明朝政治人物。

## 生平
順天府鄉試第一百十九名舉人。弘治十二年（1499年）中式己未科會試第一百十六名，三甲第一百八十三名進士。擢授監察御史，正德四年（1509年）巡按山东，六年二月升浙江按察司副使，九年正月考察去職。

## 家族
曾祖孫四；祖父孫英；父孫鳳，巡检。母霍氏。具庆下。弟信、侃、伟。